# Mełgiew (gmina)
Mełgiew – gmina wiejska w województwie lubelskim, w powiecie świdnickim. W latach 1975–1998 gmina położona była w województwie lubelskim. Stanowi część aglomeracji lubelskiej zgodnie z koncepcją P. Swianiewicza i U. Klimskiej.
Siedziba gminy to Mełgiew.
Według danych z 31 grudnia 2010 gminę zamieszkiwało 8970 osób.

## Struktura powierzchni
Według danych z roku 2002 gmina Mełgiew ma obszar 95,64 km², w tym:
- użytki rolne: 77%
- użytki leśne: 15%

Gmina stanowi 20,39% powierzchni powiatu.

## Demografia

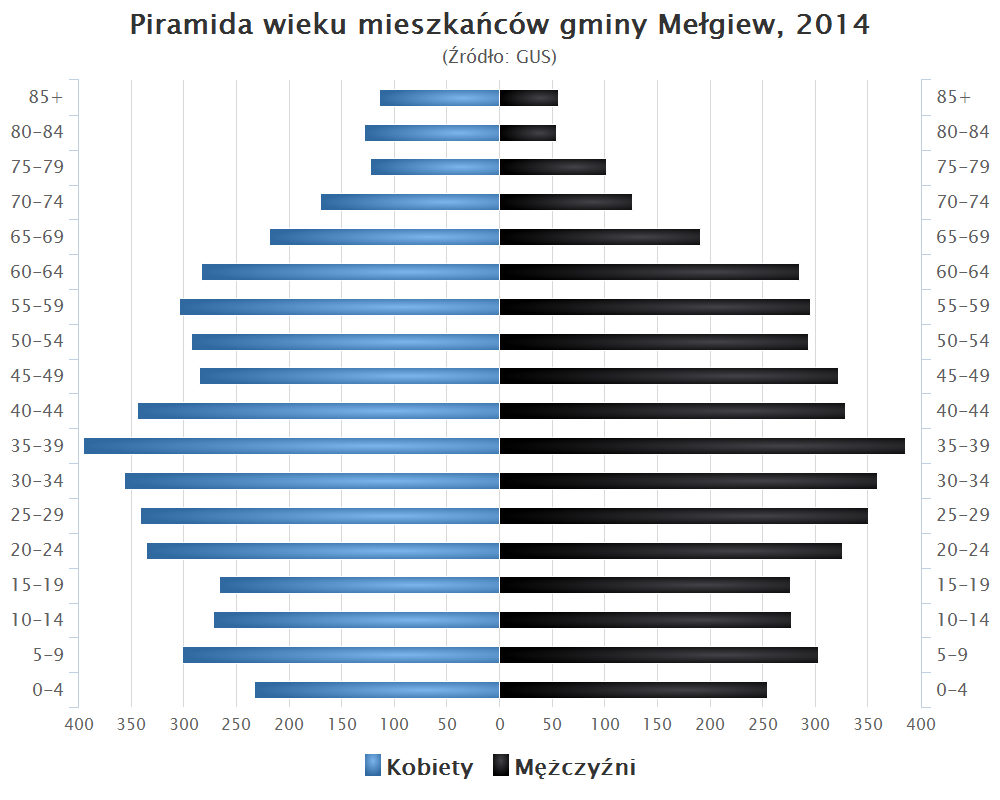
Piramida wieku mieszkańców gminy Mełgiew w 2014 roku

Dane z 31 grudnia 2010:
| Opis                              | Ogółem | Ogółem | Kobiety | Kobiety | Mężczyźni | Mężczyźni |
| --------------------------------- | ------ | ------ | ------- | ------- | --------- | --------- |
| Jednostka                         | osób   | %      | osób    | %       | osób      | %         |
| Populacja                         | 8970   | 100    | 4603    | 51,3    | 4367      | 48,7      |
| Gęstość zaludnienia [mieszk./km²] | 93,8   | 93,8   | 48,1    | 48,1    | 45,7      | 45,7      |

Ludność w miejscowościach gminy.
| Stan ludności w gminie Mełgiew według spisu powszechnego z roku 2011                                              | Stan ludności w gminie Mełgiew według spisu powszechnego z roku 2011 | Stan ludności w gminie Mełgiew według spisu powszechnego z roku 2011 |
| Miejscowość statystyczna                                                                                          | Identyfikator SIMC                                                   | Liczba ludności                                                      |
| --- | -------------------------------------------------------------------- | -------------------------------------------------------------------- |
| Dominów | 385767                                                               | 707                                                                  |
| Franciszków | 385773                                                               | 1100                                                                 |
| Jacków | 385780                                                               | 633                                                                  |
| Janowice | 385796                                                               | 346                                                                  |
| Janówek | 385804                                                               | 259                                                                  |
| Józefów | 385810                                                               | 259                                                                  |
| Krępiec | 385827                                                               | 1348                                                                 |
| Krzesimów | 385833                                                               | 555                                                                  |
| Lubieniec | 385856                                                               | 99                                                                   |
| Mełgiew | 385862                                                               | 1097                                                                 |
| Minkowice | 385879                                                               | 536                                                                  |
| Minkowice-Kolonia                                                                                                 | 385900                                                               | 203                                                                  |
| Nowy Krępiec | 385916                                                               | 660                                                                  |
| Piotrówek Pierwszy                                                                                                | 385922                                                               | 103                                                                  |
| Podzamcze | 385939                                                               | 363                                                                  |
| Trzeciaków | 385945                                                               | 174                                                                  |
| Trzeszkowice | 385951                                                               | 280                                                                  |
| Żurawniki | 385968                                                               | 223                                                                  |
| Źródło: GUS: Ludność - struktura według ekonomicznych grup wieku. Stan w dniu 31.03.2011 r.. [dostęp 2017-07-19]. |                                                                      |                                                                      |

## Sołectwa
Dominów, Franciszków, Jacków, Janowice, Janówek, Józefów, Krępiec (sołectwa: Krępiec I i Krępiec II), Krzesimów (sołectwa: Krzesimów I i Krzesimów II), Lubieniec, Mełgiew (sołectwa: Mełgiew I i Mełgiew II), Minkowice, Minkowice-Kolonia, Nowy Krępiec, Piotrówek, Podzamcze, Trzeciaków, Trzeszkowice, Żurawniki.

## Sąsiednie gminy
Głusk, Łęczna, Milejów, Piaski, Świdnik, Wólka